# Список соборов Франции
Список кафедральных соборов во Франции и французских заморских департаментах и территориях, в том числе и бывших (утративших статус главной церкви диозеза).
Абсолютное большинство соборов во Франции являются католическими, однако некатолические соборы так же включены в этот список. Пока не все бывшие соборы включены в этот список.
Ряд крупных церквей во Франции известны как «соборы» — из-за их размеров или исторической значимости, но если там никогда не было кафедры епископа, они не включаются в этот список.

## Римско-католические соборы
| Собор                                    | Изображение                                  | Город                           | Посвящён                                                                  | Комментарий |
| ---------------------------------------- | -------------------------------------------- | ------------------------------- | ------------------------------------------------------------------------- | --- |
| Собор Агда                               |                                              | Агд                             | Святой Стефан                                                             | бывший собор (кафедра упразднена в 1801 году)                                                                      |
| Собор Ажена                              |                                              | Ажен                            | Святой Капрасий Аженский                                                  | собор |
| Собор Эра                                |                                              | Эр-сюр-л’Адур                   | Святой Иоанн Креститель                                                   | собор |
| Собор Экса                               |                                              | Экс-ан-Прованс                  | Святой Спаситель                                                          | собор, малая базилика                                                                                              |
| Собор Аяччо                              |                                              | Аяччо                           | Успение Пресвятой Богородицы                                              | собор |
| Собор Альби                              |                                              | Альби                           | Святая Цецилия Римская                                                    | собор, малая базилика                                                                                              |
| Собор Але                                |                                              | Алес                            | Святой Иоанн Креститель                                                   | бывший собор (кафедра упразднена в 1801 году)                                                                      |
| Собор Але                                |                                              | Але-ле-Бен                      | Пресвятая Богородица / Нотр-Дам                                           | бывший собор, разрушен в 1577 году, окончательно демонтирован в 1776 году, кафедра упразднена в 1801 году          |
| Собор Алета                              |                                              | Сен-Серван                      | Святой Пётр                                                               | бывший собор, разрушен в 1255 году                                                                                 |
| Амьенский собор                          |                                              | Амьен                           | Пресвятая Богородица / Нотр-Дам                                           | собор, малая базилика; объект Всемирного наследия                                                                  |
| Собор Анже                               |                                              | Анже                            | Святой Маврикий                                                           | собор |
| Собор Ангулема                           |                                              | Ангулем                         | Святой Пётр                                                               | собор |
| Собор Аннеси                             |                                              | Аннеси                          | Святой Пётр                                                               | собор |
| Антибский собор                          |                                              | Антиб                           | Пресвятая Богородица / Нотр-Дам                                           | бывший собор (кафедра упразднена в 1801 году)                                                                      |
| Аптский собор                            |                                              | Апт                             | Святая Анна                                                               | бывший собор (кафедра упразднена в 1801 году)                                                                      |
| Арльский собор                           |                                              | Арль                            | Святой Трофим Арльский                                                    | бывший собор (архидиоцез упразднён в 1801 году; малая базилика                                                     |
| Аррасский собор                          |                                              | Аррас                           | Пресвятая Богородица / Нотр-Дам и Святой Ведаст                           | собор, малая базилика                                                                                              |
| Ошский собор                             |                                              | Ош                              | Святая Мария                                                              | собор, малая базилика; объект Всемирного наследия                                                                  |
| Отёнский собор                           |                                              | Отён                            | Святой Лазарь                                                             | собор, малая базилика                                                                                              |
| Осеррский собор                          |                                              | Осер                            | Святой Стефан                                                             | бывший собор (диоцез упразднён в 1821 году)                                                                        |
| Авиньонский собор                        |                                              | Авиньон                         | Пресвятая Богородица / Нотр-Дам                                           | собор, малая базилика; объект Всемирного наследия                                                                  |
| Аврашский собор                          |                                              | Авраш                           | Святой Андрей                                                             | бывший собор |
| Собор Бастии                             |                                              | Бастия                          | Святая Мария                                                              | бывший собор (кафедра упразднена в 1801 году)                                                                      |
| Собор Байё                               |                                              | Байё                            | Пресвятая Богородица / Нотр-Дам                                           | собор |
| Собор Байона                             |                                              | Байон                           | Святая Мария                                                              | собор |
| Базасский собор                          |                                              | База                            | Святой Иоанн Креститель                                                   | бывший собор (кафедра упразднена в 1801 году); объект Всемирного наследия                                          |
| Собор Бове                               |                                              | Бове                            | Святой Пётр                                                               | собор |
| Бельфорский собор                        |                                              | Бельфор                         | Святой Христофор                                                          | собор |
| Собор Белле                              |                                              | Белле                           | Святой Иоанн                                                              | собор |
| Безансонский собор                       |                                              | Безансон                        | Святой Иоанн Евангелист                                                   | собор, малая базилика                                                                                              |
| Собор Безье                              |                                              | Безье                           | Святые Назарий и Цельсий                                                  | бывший собор (кафедра упразднена в 1801 году)                                                                      |
| Собор Блуа                               |                                              | Блуа                            | Святой Людовик                                                            | собор |
| Собор Бордо                              |                                              | Бордо                           | Святой Андрей                                                             | собор; объект Всемирного наследия                                                                                  |
| Булонский собор                          |                                              | Булонь-сюр-Мер                  | Пресвятая Богородица / Нотр-Дам                                           | бывший собор (кафедра упразднена в 1801 году)                                                                      |
| Собор Бур-ан-Бресс                       |                                              | Бур-ан-Бресс                    | Благовещение Пресвятой Богородицы                                         | |
| Буржский собор                           |                                              | Бурже                           | Святой Стефан                                                             | собор; объект Всемирного наследия                                                                                  |
| Кагорский собор                          |                                              | Кагор                           | Святой Стефан                                                             | собор; объект Всемирного наследия                                                                                  |
| Собор Кальви                             |                                              | Кальви                          | Святой Иоанн Креститель                                                   | бывший собор (кафедра упразднена в 1801 году)                                                                      |
| Собор Камбре                             |                                              | Камбре                          | Богородица милосердия и Гроб Господень                                    | собор (from 1801), бывший abbey church, малая базилика                                                             |
| Каркассонский собор                      |                                              | Каркассон                       | Святой Михаил                                                             | собор |
| Базилика Святых Назария и Цельсия        |                                              | Каркассон                       | Святые Назарий и Цельсий                                                  | бывший собор, малая базилика                                                                                       |
| Собор Карпантра                          |                                              | Карпантра                       | Святой Сиффредий                                                          | бывший собор (кафедра упразднена в 1801 году)                                                                      |
| Кастрский собор                          |                                              | Кастр                           | Святой Бенедикт                                                           | бывший собор (кафедра упразднена в 1801 году)                                                                      |
| Кавайонский собор                        |                                              | Кавайон                         | Пресвятая Богородица / Нотр-Дам и святой Веран                            | бывший собор (кафедра упразднена в 1801 году)                                                                      |
| Собор Червионе                           |                                              | Червионе                        | Святой Эразм                                                              | бывший собор (кафедра упразднена в 1801 году)                                                                      |
| Собор Шалон-сюр-Саон                     |                                              | Шалон-сюр-Саон                  | Святой Викентий Сарагосский                                               | бывший собор (кафедра упразднена в 1801 году)                                                                      |
| Шалонский собор                          |                                              | Шалон-ан-Кампань                | Святой Стефан                                                             | собор |
| Шамберийский собор                       |                                              | Шамбери                         | Святой Франциск Сальский                                                  | собор, малая базилика                                                                                              |
| Шартрский собор                          |                                              | Шартр                           | Пресвятая Богородица / Нотр-Дам                                           | собор, малая базилика; объект Всемирного наследия                                                                  |
| Собор Шуаси                              |                                              | Шуаси-ле-Руа                    | Святой Людовик и Святой Николай                                           | бывший собор (1966-87), сейчас приходская церковь                                                                  |
| Собор Симье                              |                                              | Симье                           | Святая Мария                                                              | бывший собор, находится в руинах                                                                                   |
| Собор Кламеси                            |                                              | Кламеси                         | Богородица Вифлеемская                                                    | бывший собор (кафедра упразднена в 1801 году, восстановлена в 1840, но не в этом соборе. Сейчас приходская церковь |
| Клермон-Ферранский собор                 |                                              | Клермон-Ферран                  | Успение Пресвятой Богородицы                                              | собор |
| Кондомский собор                         |                                              | Кондом                          | Святой Пётр                                                               | бывший собор (диоцез упразднён в 1822)                                                                             |
| Корбейский собор                         |                                              | Корбей-Эсон                     | Экзуперий Тулузский                                                       | собор в 1966—1995 годах                                                                                            |
| Собор Кутанс                             |                                              | Кутанс                          | Пресвятая Богородица / Нотр-Дам                                           | собор |
| Кретейский собор                         |                                              | Кретей                          | Пресвятая Богородица / Нотр-Дам                                           | собор с 1987 года                                                                                                  |
| Даксский собор                           |                                              | Дакс                            | Пресвятая Богородица / Нотр-Дам                                           | собор |
| Собор Ди                                 |                                              | Ди                              | Пресвятая Богородица / Нотр-Дам                                           | бывший собор (кафедра упразднена в 1801 году)                                                                      |
| Диньский собор                           |                                              | Динь-ле-Бенс                    | Святой Иероним                                                            | собор |
| Дижонский собор                          |                                              | Дижон                           | Святой Бенигний Дижонский                                                 | собор |
| Дольский собор                           |                                              | Доль-де-Бретань                 | Святой Самсон Дольский                                                    | бывший собор (кафедра упразднена в 1801 году)                                                                      |
| собор Оза                                |                                              | Оз                              | Святой Луперкулий                                                         | бывший собор (диоцез упразднён в IX веке)                                                                          |
| Эльнский собор                           |                                              | Эльн                            | Святые Евлалия и Юлия                                                     | бывший собор (диоцез упразднён в 1601/03)                                                                          |
| Амбрёнский собор                         |                                              | Амбрён                          | Пресвятая Богородица / Нотр-Дам                                           | бывший собор (кафедра упразднена в 1801 году)                                                                      |
| Собор Антрво                             |                                              | Антрво                          | Успение Пресвятой Богородицы                                              | бывший собор (кафедра упразднена в 1801 году)                                                                      |
| Собор Эврё                               |                                              | Эврё                            | Пресвятая Богородица / Нотр-Дам                                           | собор |
| Собор Воскресения Христова (Эври)        |                                              | Эври                            | Воскресение Христово                                                      | собор (с 1995) |
| Собор Форкалькье                         |                                              | Форкалькье                      | Пресвятая Богородица / Нотр-Дам                                           | бывший co-собор (кафедра упразднена в 1801 году)                                                                   |
| Фрежюсский собор                         |                                              | Фрежюс                          | Святой Леонтий Фрейуский и Святой Айгульф)                                | бывший собор |
| Gap собор                                |                                              | Гап                             | Пресвятая Богородица / Нотр-Дам; Святой Арно                              | собор |
| Glandèves собор                          | Glandèves                                    | Glandèves                       | Пресвятая Богородица / Нотр-Дам                                           | бывший собор (bishopric transferred to Entrevaux in the 17th century, suppressed in 1801)                          |
| Граский собор                            |                                              | Грас                            | Пресвятая Богородица / Нотр-Дам                                           | бывший собор (кафедра упразднена в 1801 году)                                                                      |
| Гренобльский собор                       |                                              | Гренобль                        | Пресвятая Богородица / Нотр-Дам                                           | собор |
| Ланжерский собор                         |                                              | Ланжер                          | Святой Мамант Цезарский                                                   | собор |
| Лаонский собор                           |                                              | Лаон                            | Пресвятая Богородица / Нотр-Дам                                           | бывший собор (кафедра упразднена в 1801 году)                                                                      |
| La Rochelle собор                        |                                              | Ла-Рошель                       | Святой Людовик                                                            | собор |
| Собор Ла-Рошель                          |                                              | Ла-Рошель                       | Святой Варфоломей                                                         | бывший про-собор                                                                                                   |
| Laval собор'                             |                                              | Лаваль                          | Святая Троица                                                             | собор |
| Lavaur собор                             |                                              | Lavaur                          | Святой Алан Лаваурский                                                    | бывший собор (кафедра упразднена в 1801 году)                                                                      |
| Гаврский собор                           |                                              | Гавр                            | Пресвятая Богородица / Нотр-Дам                                           | собор |
| Le Mans собор                            |                                              | Ле-Ман                          | Святой Юлиан из Ле-Мана                                                   | собор |
| Le Puy собор                             |                                              | Ле-Пюи-ан-Веле                  | Пресвятая Богородица / Нотр-Дам                                           | собор, малая базилика; объект Всемирного наследия                                                                  |
| Lectoure собор                           |                                              | Lectoure                        | Святые Гервасий и Протасий                                                | бывший собор (bishopric suppressed 1801)                                                                           |
| Lescar собор                             |                                              | Lescar                          | Успение Пресвятой Богородицы                                              | бывший собор (кафедра упразднена в 1801 году)                                                                      |
| Лилльский собор                          |                                              | Лилль                           | Пресвятая Богородица / Нотр-Дам Notre-Dame-de-la-Treille                  | собор, малая базилика                                                                                              |
| Лиможский собор                          |                                              | Лимож                           | Святой Стефан                                                             | собор |
| Lisieux собор                            |                                              | Лизьё                           | Святой Пётр                                                               | бывший собор (кафедра упразднена в 1801 году)                                                                      |
| Лодевский собор                          |                                              | Лодев                           | Святой Фулькран                                                           | бывший собор (кафедра упразднена в 1801 году)                                                                      |
| Lombez собор                             |                                              | Lombez                          | Святой Mary                                                               | бывший собор (кафедра упразднена в 1801 году)                                                                      |
| Lucciana собор                           |                                              | Lucciana                        | Успение Пресвятой Богородицы                                              | бывший собор (кафедра упразднена в 1801 году)                                                                      |
| Luçon собор                              |                                              | Luçon                           | Успение Пресвятой Богородицы                                              | собор |
| Собор Иоанна Крестителя                  |                                              | Лион                            | Святой Иоанн Креститель                                                   | собор; объект Всемирного наследия                                                                                  |
| Mâcon собор                              |                                              | Макон                           | Святой Венсан                                                             | бывший собор (кафедра упразднена в 1801 году)                                                                      |
| Maguelone собор                          |                                              | Villeneuve-lès-Maguelone        | Святой Пётр                                                               | бывший собор (bishopric transferred to Montpellier in 1536)                                                        |
| Maillezais собор                         |                                              | Maillezais                      | Святой Пётр                                                               | бывший собор, no remains (destroyed in 1562; bishopric re-established in La Rochelle in 1648)                      |
| Марсельский собор                        |                                              | Марсель                         | Святой Mary Major                                                         | собор (с 1893), малая базилика                                                                                     |
| Vieille Major                            | Marseille                                    | Марсель                         | Святой Mary Major                                                         | бывший собор, частично разрушенный                                                                                 |
| Meaux собор                              |                                              | Мо                              | Святой Стефан                                                             | собор, малая базилика                                                                                              |
| Mende собор                              |                                              | Mende                           | Пресвятая Богородица / Нотр-Дам; Святой Privatus                          | собор, малая базилика                                                                                              |
| Metz собор                               |                                              | Мец                             | Святой Стефан                                                             | собор |
| Mirepoix собор                           |                                              | Mirepoix                        | Святой Маврикий                                                           | бывший собор (кафедра упразднена в 1801 году)                                                                      |
| Montauban собор                          |                                              | Монтобан                        | Успение Пресвятой Богородицы                                              | собор |
| Montpellier собор                        |                                              | Монпелье                        | Святой Пётр и Святой Павел                                                | собор, малая базилика                                                                                              |
| Муленский собор                          |                                              | Мулен                           | Пресвятая Богородица / Нотр-Дам                                           | собор, малая базилика                                                                                              |
| Moûtiers собор                           | Chambéry-Святой-Jean-de Maurienne-Tarentaise | Moûtiers en Tarentaise          | Святой Пётр                                                               | co-собор (кафедра упразднена в 1801 году; bishopric re-established in 1825, suppressed in 1966)                    |
| Nancy собор                              |                                              | Нанси                           | Annunciation of the Пресвятая Богородица / Нотр-Дам                       | собор |
| Nanterre собор                           |                                              | Нантер                          | Святая Женевьева; Святой Маврикий                                         | собор |
| Нантский собор                           |                                              | Нант                            | Святой Пётр и святой Павел                                                | собор |
| Нарбоннский собор                        |                                              | Нарбонна                        | Святые Юстус и Пастор                                                     | бывший собор (кафедра упразднена в 1801 году); малая базилика                                                      |
| Неверский собор                          |                                              | Невер                           | Святые Кирик и Иулитта                                                    | собор, малая базилика                                                                                              |
| Собор Ниццы                              |                                              | Ницца                           | Святая Репарата                                                           | собор, малая базилика                                                                                              |
| Нимский собор                            |                                              | Ним                             | Пресвятая Богородица / Нотр-Дам и Святой Кастор                           | собор, малая базилика                                                                                              |
| Нойонский собор                          |                                              | Нойон                           | Пресвятая Богородица / Нотр-Дам                                           | бывший собор (кафедра упразднена в 1801 году)                                                                      |
| Oloron собор                             |                                              | Олорон-Сен-Мари                 | Святая Мария                                                              | бывший собор (кафедра упразднена в 1801 году)                                                                      |
| Оранжский собор                          |                                              | Оранж                           | Богоматерь Назаретская                                                    | бывший собор (кафедра упразднена в 1801 году)                                                                      |
| Орлеанский собор                         |                                              | Орлеан                          | Святой Крест                                                              | собор, малая базилика                                                                                              |
| Собор Памье                              |                                              | Памье                           | Святой Антонин Памьерский                                                 | собор |
| Собор Парижской Богоматери               |                                              | Париж                           | Пресвятая Богородица / Нотр-Дам                                           | собор, малая базилика; объект Всемирного наследия                                                                  |
| Париж, музейный комплекс «Дом инвалидов» |                                              | Париж, Дом инвалидов            | Святой Людовик                                                            | собор, госпитальная часовня                                                                                        |
| Périgueux собор                          |                                              | Перигё                          | Святой Frontinus                                                          | собор (from 1669), малая базилика; объект Всемирного наследия                                                      |
| Périgueux собор                          | Périgueux                                    | Périgueux                       | Святой Стефан                                                             | бывший собор (up to 1669)                                                                                          |
| Perpignan собор                          |                                              | Перпиньян                       | Святой Иоанн Креститель                                                   | собор, малая базилика                                                                                              |
| Собор Пуатье                             |                                              | Пуатье                          | Святой Пётр                                                               | собор, малая базилика                                                                                              |
| Pontigny Abbey                           |                                              | Pontigny                        | Успение Пресвятой Богородицы                                              | собор, бывшая монастырская церковь                                                                                 |
| Понтуазский собор                        |                                              | Понтуаз                         | Святой Мало                                                               | собор |
| Кемперский собор                         |                                              | Кемпер                          | Святой Корентин из Кемпера                                                | собор, малая базилика                                                                                              |
| Реймсский собор                          |                                              | Реймс                           | Пресвятая Богородица / Нотр-Дам                                           | собор, малая базилика                                                                                              |
| Rennes собор                             |                                              | Ренн                            | Святой Пётр                                                               | собор |
| Rennes Pro-собор                         | Rennes                                       | Ренн                            | Пресвятая Богородица / Нотр-Дам                                           | бывший про-собор                                                                                                   |
| Rieux собор                              |                                              | Rieux-Volvestre                 | Nativity of the Пресвятая Богородица / Нотр-Дам                           | бывший собор (кафедра упразднена в 1801 году)                                                                      |
| Riez собор                               | Digne                                        | Riez                            | Успение Пресвятой Богородицы                                              | бывший собор (кафедра упразднена в 1801 году)                                                                      |
| Rodez собор                              |                                              | Родез                           | Пресвятая Богородица / Нотр-Дам                                           | собор, малая базилика                                                                                              |
| Руанский собор                           |                                              | Руан                            | Пресвятая Богородица / Нотр-Дам                                           | собор |
| Святой-Bertrand-de-Comminges собор       |                                              | Святой-Bertrand-de-Comminges    | Пресвятая Богородица / Нотр-Дам                                           | бывший собор (кафедра упразднена в 1801 году); объект Всемирного наследия                                          |
| Собор в Сен-Бриё                         |                                              | Сен-Бриё                        | Святой Стефан                                                             | собор, малая базилика                                                                                              |
| Святой-Claude собор                      |                                              | Святой-Claude                   | Святой Клавдий Безансонский                                               | собор, малая базилика                                                                                              |
| Собор Сен-Дени                           |                                              | Сен-Дени                        | Святой Дионисий Парижский                                                 | собор, малая базилика, бывшая монастырская церковь                                                                 |
| Собор Сен-Дье                            |                                              | Сен-Дье-де-Вож                  | Святой Деодат Неверский                                                   | собор |
| Собор Сент-Этьен                         |                                              | Сент-Этьен                      | Святой Карло Борромео                                                     | собор |
| Святой-Florent собор                     |                                              | Святой-Florent, бывшийly Nebbio | Святой Florentius                                                         | бывший собор (кафедра упразднена в 1801 году)                                                                      |
| Святой-Flour собор                       |                                              | Святой-Flour                    | Святой Пётр; Святой Florus                                                | собор |
| Святой-Jean-de-Maurienne собор           | Chambéry-Святой-Jean-de Maurienne-Tarentaise | Святой-Jean-de-Maurienne        | Святой Иоанн Креститель                                                   | co-собор |
| Святой-Lizier собор                      |                                              | Святой-Lizier                   | Пресвятая Богородица / Нотр-Дам (Notre-Dame-de-la-Sède); Святой Glycerius | бывший собор (кафедра упразднена в 1801 году); объект Всемирного наследия                                          |
| Святой-Malo собор                        |                                              | Сен-Мало                        | Святой Викентий Сарагосский                                               | бывший собор (кафедра упразднена в 1801 году)                                                                      |
| Святой-Omer собор                        |                                              | Сент-Омер                       | Пресвятая Богородица / Нотр-Дам                                           | бывший собор (кафедра упразднена в 1801 году)                                                                      |
| Сен-Папульский собор                     |                                              | Сен-Папуль                      | Святой Папулий                                                            | бывший собор (кафедра упразднена в 1801 году), abbey church, parish church                                         |
| Собор Сен-Поль-Труа-Шато                 |                                              | Сен-Поль-Труа-Шато              | Пресвятая Богородица / Нотр-Дам                                           | бывший собор (кафедра упразднена в 1801 году)                                                                      |
| Собор Сен-Поль-де-Леон                   |                                              | Сен-Поль-де-Леон                | Святой Павел Аврелиан                                                     | бывший собор (кафедра упразднена в 1801 году); малая базилика                                                      |
| Святой-Pons-de-Thomières собор           |                                              | Сен-Пон-де-Томьер               | Святой Понтий                                                             | бывший собор (кафедра упразднена в 1801 году)                                                                      |
| Сентский собор                           |                                              | Сент                            | Святой Пётр                                                               | бывший собор (кафедра упразднена в 1801 году)                                                                      |
| Сарлатский собор                         |                                              | Сарла-ла-Канеда                 | Святой Сацердос Лиможский                                                 | бывший собор (кафедра упразднена в 1801 году)                                                                      |
| Собор Се                                 |                                              | Се                              | Пресвятая Богородица / Нотр-Дам                                           | собор, малая базилика                                                                                              |
| Сенезский собор                          |                                              | Серез                           | Успение Пресвятой Богородицы                                              | бывший собор (кафедра упразднена в 1801 году)                                                                      |
| Санлисский собор                         |                                              | Санлис                          | Пресвятая Богородица / Нотр-Дам                                           | бывший собор (кафедра упразднена в 1801 году)                                                                      |
| Санский собор                            |                                              | Санс                            | Святой Стефан                                                             | собор |
| Систеронский собор                       |                                              | Систерон                        | Пресвятая Богородица / Нотр-Дам                                           | бывший собор (кафедра упразднена в 1801 году)                                                                      |
| Суассонский собор                        |                                              | Суассон                         | Святые Гервасий и Протасий                                                | собор, малая базилика                                                                                              |
| Соспельский собор                        |                                              | Соспель                         | Святой Михаил                                                             | бывший собор (диоцез упразднён не позднее 1801 года)                                                               |
| Страсбургский собор                      |                                              | Страсбург                       | Пресвятая Богородица / Нотр-Дам                                           | собор |
| Тарбский собор                           |                                              | Тарб                            | Пресвятая Богородица / Нотр-Дам                                           | |
| Теруанский собор                         |                                              | Теруан                          |                                                                           | бывший собор |
| Тульский собор                           |                                              | Туль                            | Святой Стефан                                                             | бывший собор (диоцез упразднён в 1801 году)                                                                        |
| Тулонский собор                          |                                              | Тулон                           | Пресвятая Богородица / Нотр-Дам                                           | собор |
| Тулузский собор                          |                                              | Тулуза                          | Святой Стефан                                                             | собор |
| Собор Тура                               |                                              | Тур                             | Святой Гатиан Турский                                                     | собор |
| Собор в Трегье                           |                                              | Трегье                          | Святой Тудвал                                                             | бывший собор (кафедра упразднена в 1801 году), малая базилика                                                      |
| Собор Труа                               |                                              | Труа                            | Святой Пётр и Святой Павел                                                | собор |
| Собор Тюля                               |                                              | Тюль                            | Пресвятая Богородица / Нотр-Дам                                           | собор |
| Собор Юзеса                              |                                              | Юзес                            | Святой Феодорит Юзесский                                                  | бывший собор (кафедра упразднена в 1801 году)                                                                      |
| Вабрский собор                           |                                              | Варб-л'Аббе                     | Святой Спаситель и Святой Пётр                                            | бывший собор (кафедра упразднена в 1801 году)                                                                      |
| Везонский собор                          |                                              | Везон-ля-Ромень                 | Пресвятая Богородица                                                      | бывший собор (кафедра упразднена в 1801 году)                                                                      |
| Валанский собор                          |                                              | Валанс                          | Святой Аполлинарий из Валенсии                                            | собор, малая базилика                                                                                              |
| Ваннский собор                           |                                              | Ванн                            | Святой Пётр и Святой Патерн                                               | собор, малая базилика                                                                                              |
| Вансский собор                           |                                              | Ванс                            | Рождество Пресвятой Богородицы / Нотр-Дам                                 | бывший собор (кафедра упразднена в 1801 году)                                                                      |
| Верденский собор                         |                                              | Верден                          | Пресвятая Богородица / Нотр-Дам                                           | собор, малая базилика                                                                                              |
| Версальский собор                        |                                              | Версаль                         | Святой Людовик                                                            | собор |
| Собор Весковато                          |                                              | Весковато                       | Святой Мартин                                                             | бывший собор (кафедра упразднена в 1801 году)                                                                      |
| Собор Вико                               |                                              | Вико                            | Святой Афиан                                                              | бывший собор (кафедра упразднена в 1801 году)                                                                      |
| Вьеннский собор                          |                                              | Вьенн                           | Святой Маврикий                                                           | бывший собор (кафедра упразднена в 1801 году)                                                                      |
| Вивьерский собор                         |                                              | Вивьер                          | Святой Венсан                                                             | собор |

## Восточнокатолические соборы
| Собор                                | Посвящён        | Изображение | Диоцез                                                          | Конфессия                            |
| ------------------------------------ | --------------- | ----------- | --------------------------------------------------------------- | ------------------------------------ |
| Собор Святого Креста                 | Святой крест    |             | Епархия Святого Креста в Париже                                 | Армянская католическая церковь       |
| Украинский католический собор Парижа | Святой Владимир |             | Украинский апостольский экзархат Франции, Бенилюкса и Швейцарии | Украинская грекокатолическая церковь |

## Некатолические соборы
| Собор                               | Посвящён                 | Изображение | Диоцез                                        | Конфессия                                |
| ----------------------------------- | ------------------------ | ----------- | --------------------------------------------- | ---------------------------------------- |
| Николаевский собор (Ницца)          | Святой Николай           |             | Западноевропейский экзархат русских приходов  | Константинопольская православная церковь |
| Американский собор Парижа           | Святая Троица            |             | en:Convocation of American Churches in Europe | Епископальная церковь                    |
| Армянский собор Парижа              | Иоанн Креститель         |             | Диоцез армянских апостольских церквей Франции | Армянская апостольская церковь           |
| Греческий православный собор Парижа | Святой Стефан            |             | Митрополия Франции                            | Константинопольская православная церковь |
| Собор Александра Невского (Париж)   | Святой Александр Невский |             | Западноевропейский экзархат русских приходов  | Константинопольская православная церковь |

## Католические соборы в заморских департаментах и территориях
| Собор              | Посвящён                     | Изображение | Местоположение | Комментарий               |
| ------------------ | ---------------------------- | ----------- | -------------- | ------------------------- |
| Собор Бас-Тер      | Богоматерь Гваделупская      |             | Бас-Тер        | собор, малая базилика     |
| Кайенский собор    | Христос Спаситель            |             | Кайена         |                           |
| Собор Фор-де-Франс | Святой Людовик               |             | Фор-де-Франс   |                           |
| Собор Мата-Уту     | Успение Пресвятой Богородицы |             | Мата-Уту       |                           |
| Собор Нумеа        | Святой Иаков                 |             | Нумеа          |                           |
| Собор Папеэте      | Пресвятая Богородица         |             | Папеэте        |                           |
| Собор Пуэнт-а-Питр | Святой Пётр и Святой Павел   |             | Бас-Тер        | бывший кафедральный собор |
| Собор Реюньона     | Святой Дионисий              |             | Реюньон        |                           |
| Собор Сен-Пьер     | Святой Пётр                  |             | Сен-Пьер       |                           |
| Собор Тай О Хэ     | Пресвятая Богородица         |             | Тай О Хае      |                           |